# Sztabin
Sztabin è un comune rurale polacco del distretto di Augustów, nel voivodato della Podlachia.
Ricopre una superficie di 361,8 km² e nel 2004 contava 5 503 abitanti.